# Malikam
Malikam Bộ phim tâm lý tình cảm của người Uzbekistan do Zebo Navruzov đạo diễn, chuyển thể từ bộ phim "Những đứa trẻ" của Zebo Navruzov. Các vai chính do Muhammad Ali Navruzov và Faringit Kholikova thủ vai. Loạt phim đã mang về hơn 600 triệu soms tại phòng vé ở Uzbekistan.

## Tóm tắt
Bộ phim tình cảm của người Uzbekistan, cốt truyện mở ra xung quanh hai nhân vật chính của chúng ta. Đó là về Nakhiza xinh đẹp, người đã tốt nghiệp một trường đại học nước ngoài và trở về quê hương, và Ali, một chàng trai bình thường người Uzbekistan dành phần lớn cuộc đời của mình trên đường phố Tashkent.

## Sự sáng tạo
Vào tháng 9 năm 2019, trước khi bắt đầu thực hiện sê-ri "Malikam" ở Tashkent, công việc viết kịch bản của sê-ri "Malikam" đã bắt đầu, dành cho việc thảo luận về cách giải thích tư tưởng và kịch bản của bộ phim, cũng như quá trình lựa chọn diễn viên cũng bắt đầu.
Việc quay loạt phim được giao cho công ty điện ảnh "23 Film". Các diễn viên và nghệ sĩ trẻ nổi tiếng của Uzbekistan đóng vai chính trong loạt phim.
Bầu không khí của thời điểm đó đã được hồi sinh trên trang web của rạp chiếu phim truyền hình thứ 23. Trong một thời gian, nhóm sáng tạo của Ubek sẽ bao phủ 30 ha cảnh quan. 15 tòa nhà trong 45 văn phòng và tạp chí đã được khảo sát.

## Diễn viên
- Muhammad Ali Navruzov — Ali
- Farqngiz Xalikova — Nargiza
- Xusnora Shodieva — Samira
- Parviz Kayumov — Asad
- Muhammad Ali Gusainov — Ganja
- Murod Nasimov — Olim
- Nodira Muxammadova — Komila
- Komola Alimova —

## Hậu kỳ
Âm nhạc cho bộ phim "Malikam" được viết bởi Shohrukhkhon Karimov. Kỹ sư âm thanh Shohrukhkhon Karimov. Thiết kế âm thanh bởi Shohrukhkhon Karimov.
Tổ hợp hậu kỳ âm thanh CineLab Dolby Digital 5.1. Nhà sản xuất chung là Abdukhalikov, Firdavs.